# أورينتي بيتروليرو
نادي ديبورتيفو أورينتي بيتروليرو (بالإسبانية: Club Deportivo Oriente Petrolero) هو نادي كرة قدم بوليفي مقره في سانتا كروز دي لا سييرا ، بوليفيا. يلعب على ملعب تاهويتشي أغيليرا الذي يتسع لـ 38 ألف متفرج. فاز نادي أورينتي بلقب بطل بوليفيا خمس مرات، وفاز ببطولة كوبا أيروسور مرتين. كما حقق نجاحًا في أمريكا الجنوبية، حيث أصبح الفريق البوليفي الثاني الذي يصل إلى ربع نهائي بطولة كوبا ليبرتادوريس.
حقّق النادي نجاحه الكبير الأول في عام 1971، عندما فاز ببطولة الدوري. فاز نادي أورينتي بيتروليرو بالعديد من بطولات الكأس خلال ثمانينيات القرن العشرين، ولكن بعد ذلك لم يفز بأي لقب كبير آخر حتى عام 1989. كان العقد الماضي هو الفترة الأكثر نجاحًا في تاريخ نادي أورينتي، حيث توج بالفوز بلقب الدوري في عامي 2001 و2010.